# Tapiena
Tapiena is een geslacht van rechtvleugeligen uit de familie sabelsprinkhanen (Tettigoniidae). De wetenschappelijke naam van dit geslacht is voor het eerst geldig gepubliceerd in 1906 door Bolívar.

## Soorten
Het geslacht Tapiena omvat de volgende soorten:
- Tapiena acutangula Brunner von Wattenwyl, 1878
- Tapiena bilobata Liu & Kang, 2010
- Tapiena bivittata Xia & Liu, 1992
- Tapiena bullata Karny, 1923
- Tapiena cerciata Hebard, 1922
- Tapiena chelicerca Karny, 1931
- Tapiena cucullata Brunner von Wattenwyl, 1891
- Tapiena emarginata Karny, 1923
- Tapiena ensigera Karny, 1923
- Tapiena hainanensis Liu & Xia, 1996
- Tapiena incisa Karny, 1923
- Tapiena javanica Karny, 1926
- Tapiena latifolia Ingrisch & Shishodia, 2000
- Tapiena lonngzhouensis Liu, 2004
- Tapiena minor Bolívar, 1906
- Tapiena parapentagona Liu & Kang, 2010
- Tapiena pardalis Walker, 1869
- Tapiena pentagona Karny, 1923
- Tapiena quadridens Liu & Xia, 1996
- Tapiena simplicis Liu & Xia, 1996
- Tapiena spinicaudata Liu & Xia, 1996
- Tapiena stridulous Liu & Kang, 2010
- Tapiena stylata Bey-Bienko, 1935
- Tapiena triangulata Karny, 1926
- Tapiena truncata Brunner von Wattenwyl, 1891
- Tapiena yunnana Xia & Liu, 1990